# Topolina
Topolina – wieś sołecka w Polsce, położona w województwie mazowieckim, w powiecie legionowskim, w gminie Wieliszew.
W latach 1975–1998 wieś administracyjnie należała do województwa warszawskiego.
W czasie II wojny światowej w Topolinie znajdowała się granica między Generalnym Gubernatorstwem a III Rzeszą (biegła od zachodu od Skierd przez Trzciany i Krubin, i dalej na wschód od Topoliny, wzdłuż rzeki Narwi).
Wierni Kościoła rzymskokatolickiego należą do parafii św. Jana Marii Vianneya w Skrzeszewie.